# Empis waterhousei
Empis waterhousei är en tvåvingeart som beskrevs av Hardy 1934. Empis waterhousei ingår i släktet Empis och familjen dansflugor. Inga underarter finns listade i Catalogue of Life.